# Lípa u Karlova mostu
Lípa u Karlova mostu (známá i jako Lípa u Novotného lávky nebo Mostní lípa) byl známý památný strom, jedna z mála vzrostlých lip v centru staré Prahy. Z toho důvodu byla zobrazována na dobových kresbách a malbách společně s Karlovým mostem jako symbol národa. Z nejznámějších umělců ji zachytili Ludvík Kohl, Karel Postl, František Xaver Sandmann, Ludvík Arnošt Buquoy nebo Tobias Mössner na oponě Stavovského divadla k příležitosti korunovace Ferdinanda I. Dobrotivého 7. září 1836.

## Historie a pověsti
Přesné datum vysazení není známo, ale již v roce 1648 při vpádu Švédů do Prahy prý byla vzrostlým stromem. Hranice pro vzrostlý strom je sice subjektivní, ale přinejmenším tato informace nastiňuje, že v době svého zániku musela být lípa minimálně 250–300 let stará. Tehdy ji zničila povodeň na Vltavě v březnu 1845. Událost líčí spisovatel Jiří Horák:
| „ | Za dvanáct hodin, po které se velká voda nepřetržitě přelévala přes zděnou šíji náhonového ramene staroměstských mlýnů, vyplavila odtud většinu zeminy, vyplavila kořeny věkovitého stromu, a tak 29. března v půl osmé ráno pozbyla lípa nutnou stabilitu a skácela se do kalného proudu. | “ |
| — | |   |

Následně lípa podeplula Karlův most, ale pod klášterem křižovníků z ní ledové kry olámaly větve a proud odnesl torzo starého stromu pryč. Lípě byla věnována vzpomínka v televizním pořadu Paměť stromů, konkrétně v dílu č. 2: Pražské památné stromy.

## Galerie

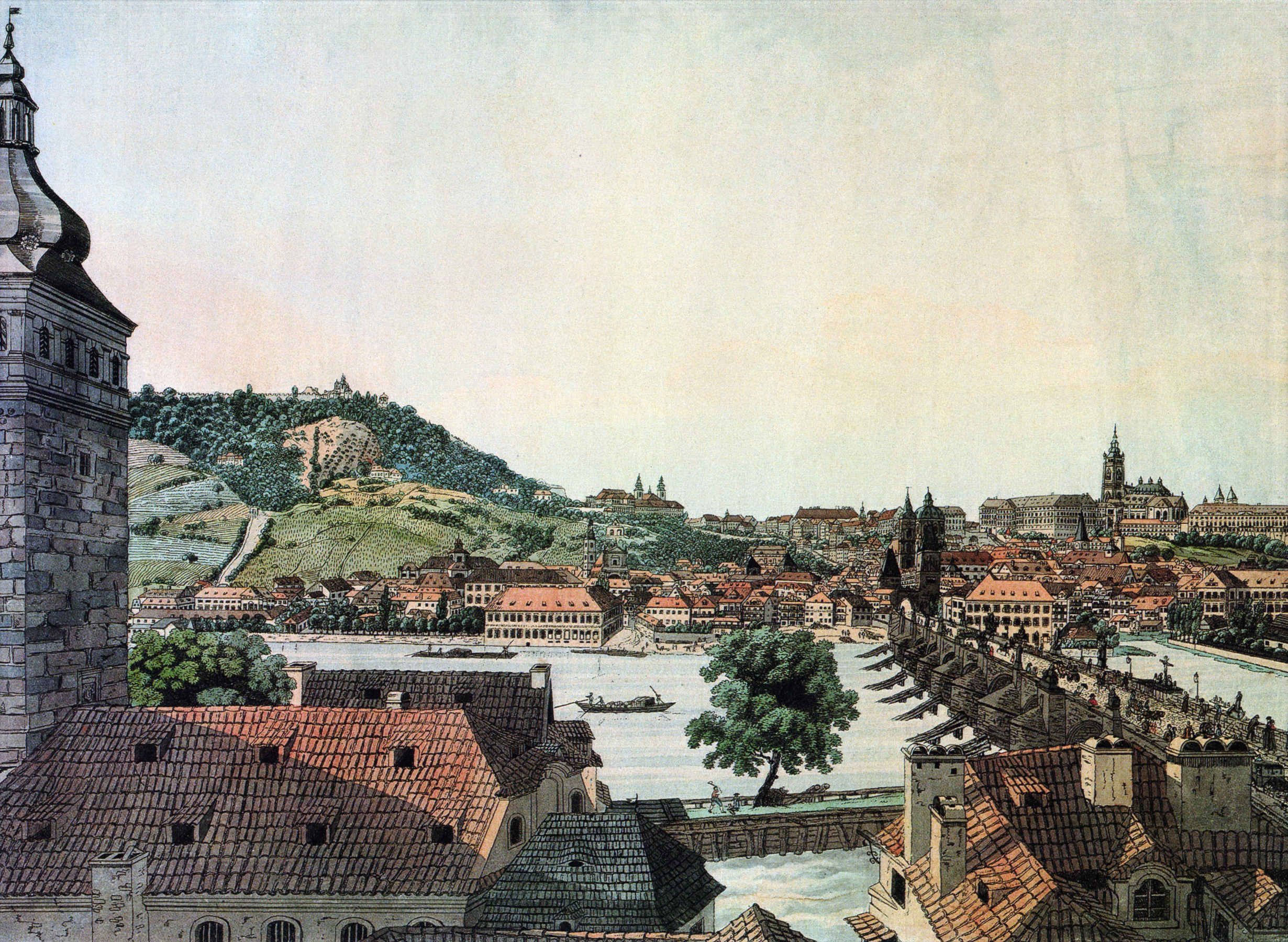
Památná lípa u Karlova mostu (Ludvík Arnošt Buquoy, 1820)